# 1609

## Събития
- 25 август – Галилео Галилей демонстрира своя първи телескоп пред венециански законодатели и започва системни астрономически наблюдения.
- 12 септември – Английският мореплавател Хенри Хъдсън открива реката Хъдсън.
- 12 октомври – Младият текстописец Томас Рейвънскрофт публикува „Три слепи мишлета“ – песничка за деца, която е много популярна.
- Клаудио Монтеверди публикува своята опера „Орфей“.
- Варшава става столица на Полша.
- Йохан Кеплер публикува първите два закони на Кеплер за движението на планетите.
- Корнелиус Дребел измисля термостата.

## Родени
- 10 февруари – Джон Съклинг, английски поет († 1642 г.)
- 18 февруари – Едуард Хайд, 1-ви граф на Кларендън, английски историк и държавник († 1674 г.)
- 22 март – Ян II Кажимеж, последният полски крал от династията Васа († 1672 г.)
- 28 март – Фредерик III, крал на Дания и Норвегия, управлявал от 1648 г. до смъртта си († 1670 г.)
- 19 август – Жан Ротру, френски поет и трагик († 1650 г.)
- 5 октомври – Пол Флеминг, немски поет († 1640 г.)
- 8 октомври – Джон Кларк, английски лекар († 1676 г.)
- 1 ноември – Матю Хейл, юрист, председател на отделението на Кралската банка на Висшия съд в Англия († 1676 г.)
- 25 ноември – Хенриета Мария, жена на английския крал Чарлз I († 1669 г.)
- 24 декември – Филип Уоруик, английски писател и политик († 1683 г.)
- неизвестна дата – Самюъл Купър, английски художник-миниатюрист († 1672 г.)

## Починали
- 21 януари – Жозеф Жюст Скалижер, френски учен (р. 1540 г.)
- 17 февруари – Фернандо I дьо Медичи, Гранд дук на Тоскана (р. 1549 г.)
- март – Джеймс Хамилтън, 3-ти граф на Аран, шотландски благородник (р. 1537)
- 9 март – Уилям Уорнър, английски поет (р. 1558 г.)
- 25 март – Олоф Мартинсон, шведски архиепископ на Упсала (р. 1557 г.)
- 4 април – Шарл Л'Еклюз, фламандски ботанист (р. 1526)
- 15 май – Джовани Кроче (Giovanni Croce), италиански композитор, мадригалист (р. 1557 г.)
- 15 юли – Анибале Карачи, италиански живописец (р. 1560 г.)
- 20 юли – Федерико Зукари (Federico Zuccari), италиански живописец и архитект, представител на течението маниеризъм, (р. 1543 г.)
- 1 октомври – Джанматео Асола (Gianmatteo Asola), италиански композитор (р. 1532 г.)